# Шайка
 Тази статия е за лодката.  За книгата вижте Шайка (книга).  
Шайката (на сръбски: шајка; на словенски: šajka; на украински: чайка и на полски: czajka) е речна, дървена, лека, бърза, маневрена и по правило ветроходна лодка, използвана от сърбите по военната граница – за пренасяне на хора и стоки през водите на Дунава и Сава. Шайката е позната и на словенците по Драва , както и на запорожките казаци по Днепър – под името чайка. 
По-малките лодки използвали гребла, а по-големите – мачта. По-големите шайки много наподобявали малки галери с външния си вид. Шайките били необичайно бързи и идеални за патрулиране с пренос. Обикновено шайките имали въоръжен екипаж, който в зависимост от размера на лодката, могъл да достига до 30 души. Някои шайки даже били оборудвани с топ.
Шайките били използвани между 1475 и 1804 г. – до началото на първото сръбско въстание. Екипажът на лодката се състоял от шайкаши, чийто отличителен белег бил шапката шайкач, днес приета за сръбска народна/национална шапка.